# Daubeuf-Serville
Daubeuf-Serville és un municipi francès situat al departament del Sena Marítim i a la regió de Normandia. L'any 2007 tenia 370 habitants.

## Demografia

### Població
El 2007 la població de fet de Daubeuf-Serville era de 370 persones. Hi havia 126 famílies de les quals 28 eren unipersonals (8 homes vivint sols i 20 dones vivint soles), 35 parelles sense fills i 63 parelles amb fills.
La població ha evolucionat segons el següent gràfic:
Habitants censats

### Habitatges
El 2007 hi havia 159 habitatges, 136 eren l'habitatge principal de la família, 12 eren segones residències i 11 estaven desocupats. 155 eren cases i 4 eren apartaments. Dels 136 habitatges principals, 108 estaven ocupats pels seus propietaris, 25 estaven llogats i ocupats pels llogaters i 3 estaven cedits a títol gratuït; 7 tenien dues cambres, 24 en tenien tres, 23 en tenien quatre i 83 en tenien cinc o més. 88 habitatges disposaven pel capbaix d'una plaça de pàrquing. A 52 habitatges hi havia un automòbil i a 73 n'hi havia dos o més.

### Piràmide de població
La piràmide de població per edats i sexe el 2009 era:
| Homes | Edats   | Dones |
| ----- | ------- | ----- |
| 0     | 95 o +  | 0     |
| 0     | 90 a 94 | 4     |
| 4     | 85 a 89 | 8     |
| 4     | 80 a 84 | 8     |
| 4     | 75 a 79 | 8     |
| 4     | 70 a 74 | 0     |
| 8     | 65 a 69 | 4     |
| 16    | 60 a 64 | 8     |
| 4     | 55 a 59 | 4     |
| 20    | 50 a 54 | 12    |
| 12    | 45 a 49 | 24    |
| 8     | 40 a 44 | 4     |
| 12    | 35 a 39 | 12    |
| 16    | 30 a 34 | 12    |
| 8     | 25 a 29 | 16    |
| 8     | 20 a 24 | 4     |
| 4     | 15 a 19 | 16    |
| 8     | 10 a 14 | 0     |
| 16    | 5 a 9   | 4     |
| 24    | 0 a 4   | 0     |

## Economia
El 2007 la població en edat de treballar era de 246 persones, 180 eren actives i 66 eren inactives. De les 180 persones actives 166 estaven ocupades (93 homes i 73 dones) i 14 estaven aturades (2 homes i 12 dones). De les 66 persones inactives 23 estaven jubilades, 23 estaven estudiant i 20 estaven classificades com a «altres inactius».

### Ingressos
El 2009 a Daubeuf-Serville hi havia 138 unitats fiscals que integraven 386 persones, la mediana anual d'ingressos fiscals per persona era de 17.509 €.

### Activitats econòmiques
Dels 8 establiments que hi havia el 2007, 1 era d'una empresa de fabricació d'altres productes industrials, 1 d'una empresa de construcció, 2 d'empreses de comerç i reparació d'automòbils, 1 d'una empresa de transport, 1 d'una empresa d'informació i comunicació, 1 d'una empresa financera i 1 d'una entitat de l'administració pública.
L'únic servei als particulars que hi havia el 2009 era una lampisteria.
L'únic establiment comercial que hi havia el 2009 era una carnisseria.
L'any 2000 a Daubeuf-Serville hi havia 10 explotacions agrícoles que ocupaven un total de 656 hectàrees.

## Equipaments sanitaris i escolars
El 2009 hi havia una escola maternal integrada dins d'un grup escolar amb les comunes properes formant una escola dispersa.

## Poblacions més properes
El següent diagrama mostra les poblacions més properes.